# 彼得群島

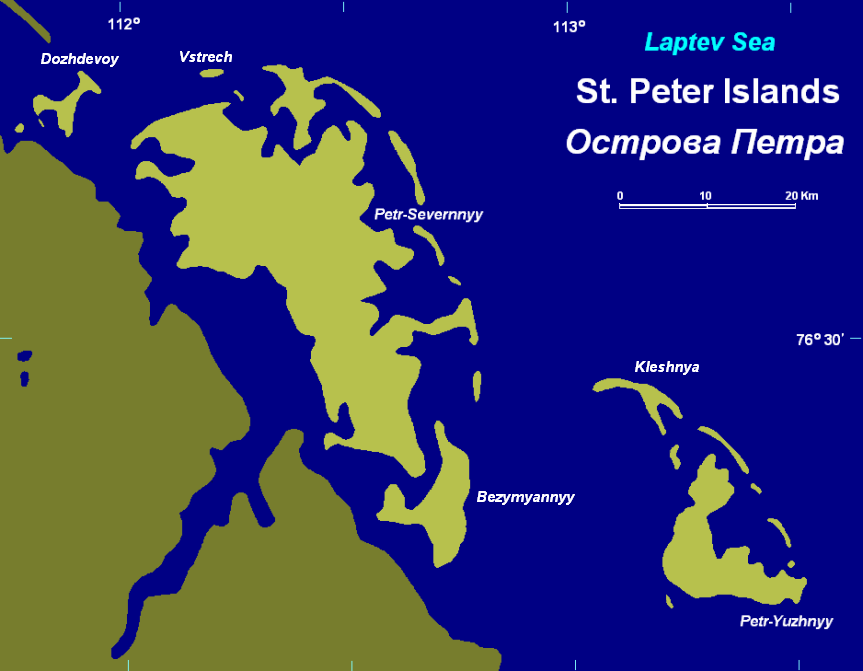

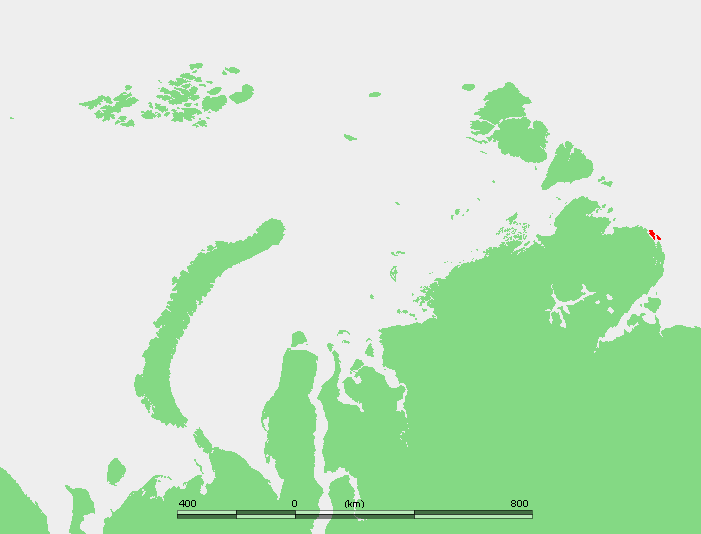

彼得群島是俄羅斯的群島，位於泰梅爾半島東北岸對開的拉普捷夫海，由克拉斯諾亞爾斯克邊疆區負責管轄，土地總面積約300平方公里，受北極氣候影響。
76°35′N 113°00′E / 76.583°N 113.000°E